# Église baptiste Emmanuel (Brooklyn)
Pour les articles homonymes, voir Église de l'Emmanuel.
L'église baptiste Emmanuel (en anglais, Emmanuel Baptist Church) est une mégachurch baptiste située dans le quartier de Clinton Hill à Brooklyn, à New York. Elle est située à l'angle de Lafayette Avenue et de St. James Place, et est affiliée aux églises baptistes américaines des États-Unis. 

## Histoire
La congrégation a été créée vers 1882 avec 194 membres issus de l'église baptiste de Washington Avenue (Brooklyn, New York). La congrégation Emmanuel a chargé l'architecte E.L. Roberts, l'architecte de l'église baptiste de Washington Avenue, de leur construire une petite chapelle provisoire de style gothique à deux étages sur St. James Place (1882-1883). La collecte de fonds pour l'église a commencé en 1884.
Elle a été construite en 1887 selon les plans de l'architecte Francis H. Kimball dans le style néo-gothique « comme synthèse du type de cathédrale et de l'église de prédication baptiste ». Elle est considérée comme l'une des plus belles réalisations de Kimball, et a été inscrite au registre national des lieux historiques en 1977. Le bâtiment de l'église a été inauguré le 17 avril 1887. Le critique d'architecture Montgomery Schuyler l'a salué comme « une conception très riche et bien réfléchie ».
Selon un recensement de l’église publié en 2023, elle aurait une assistance hebdomadaire de 2 200 personnes.

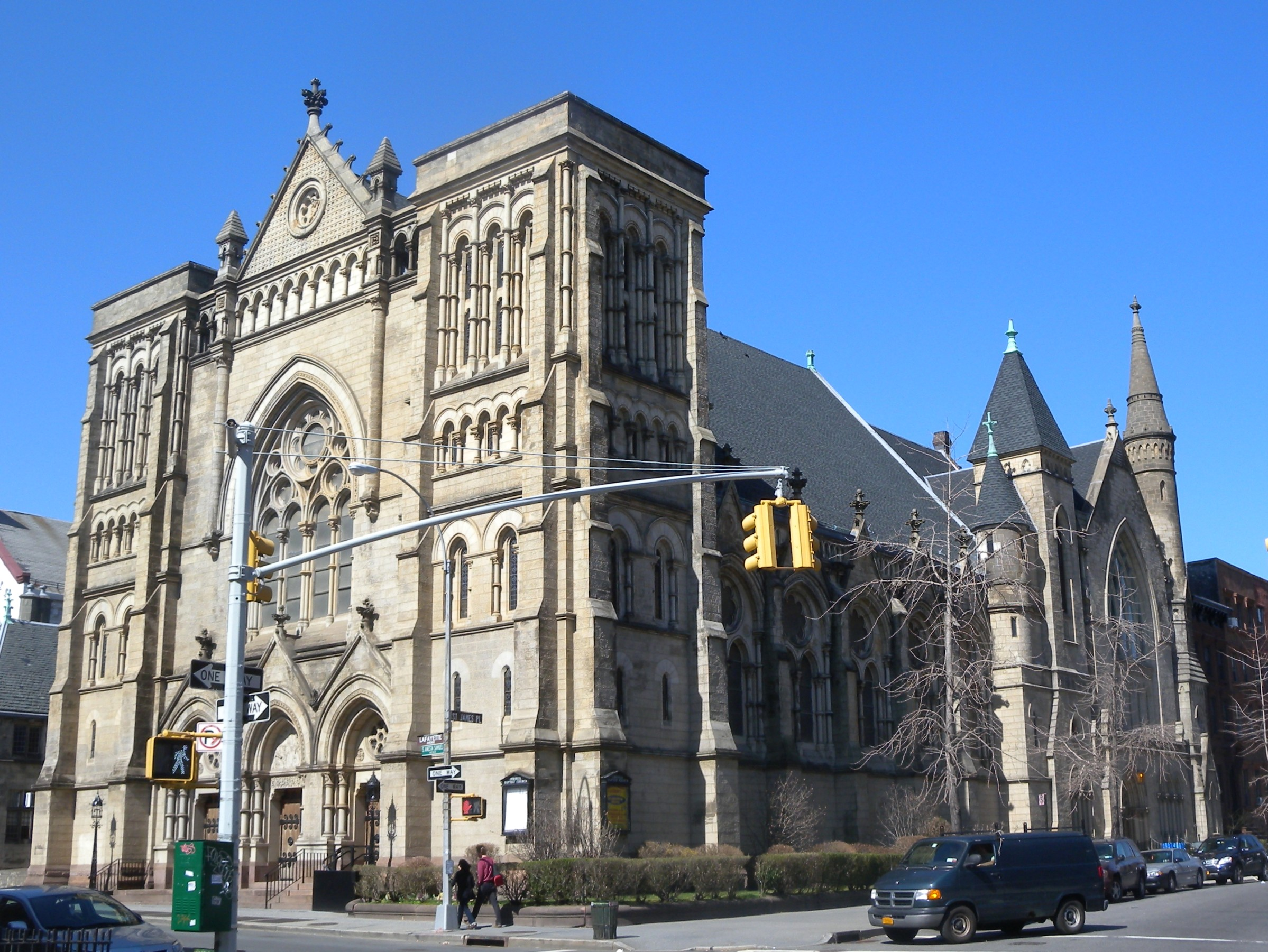
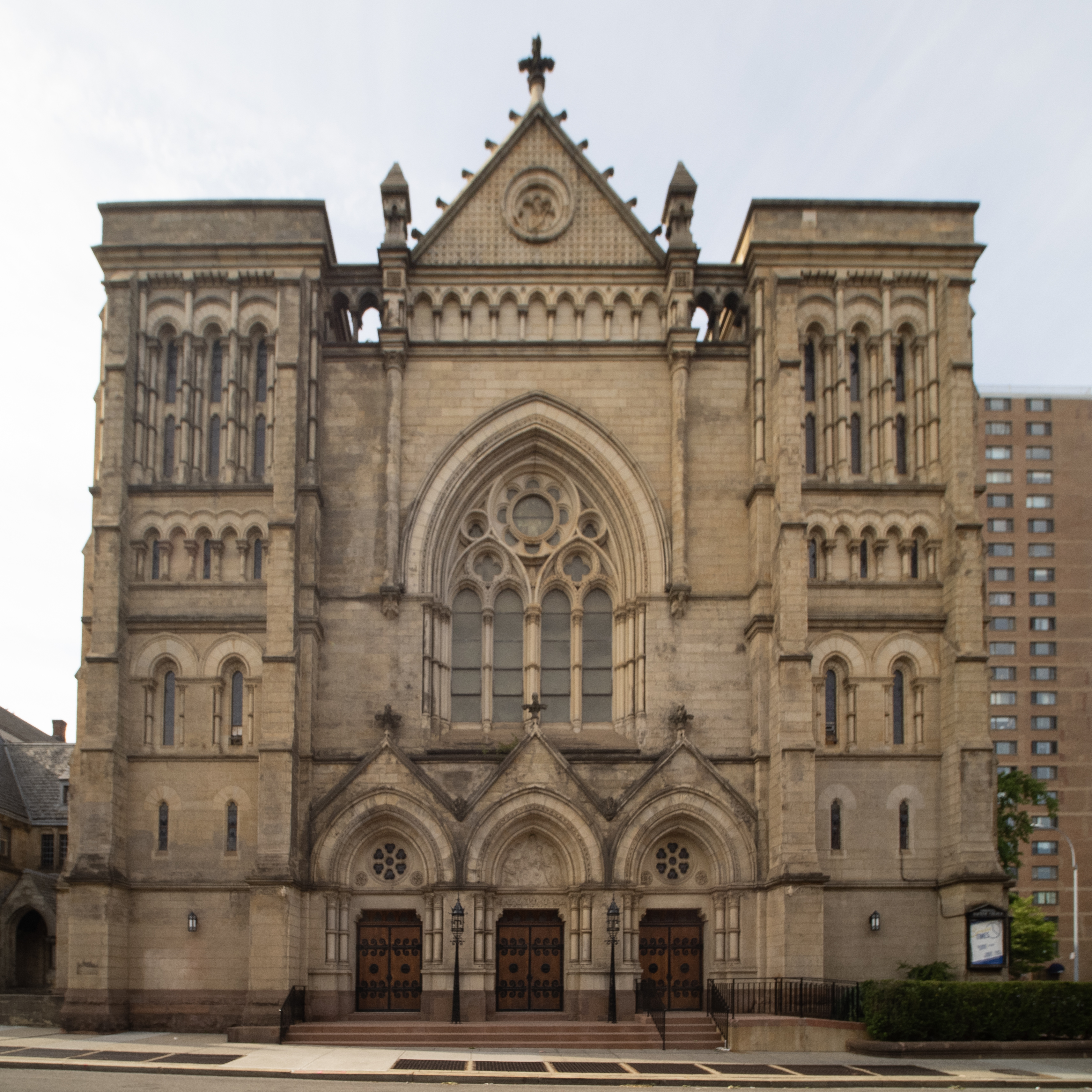
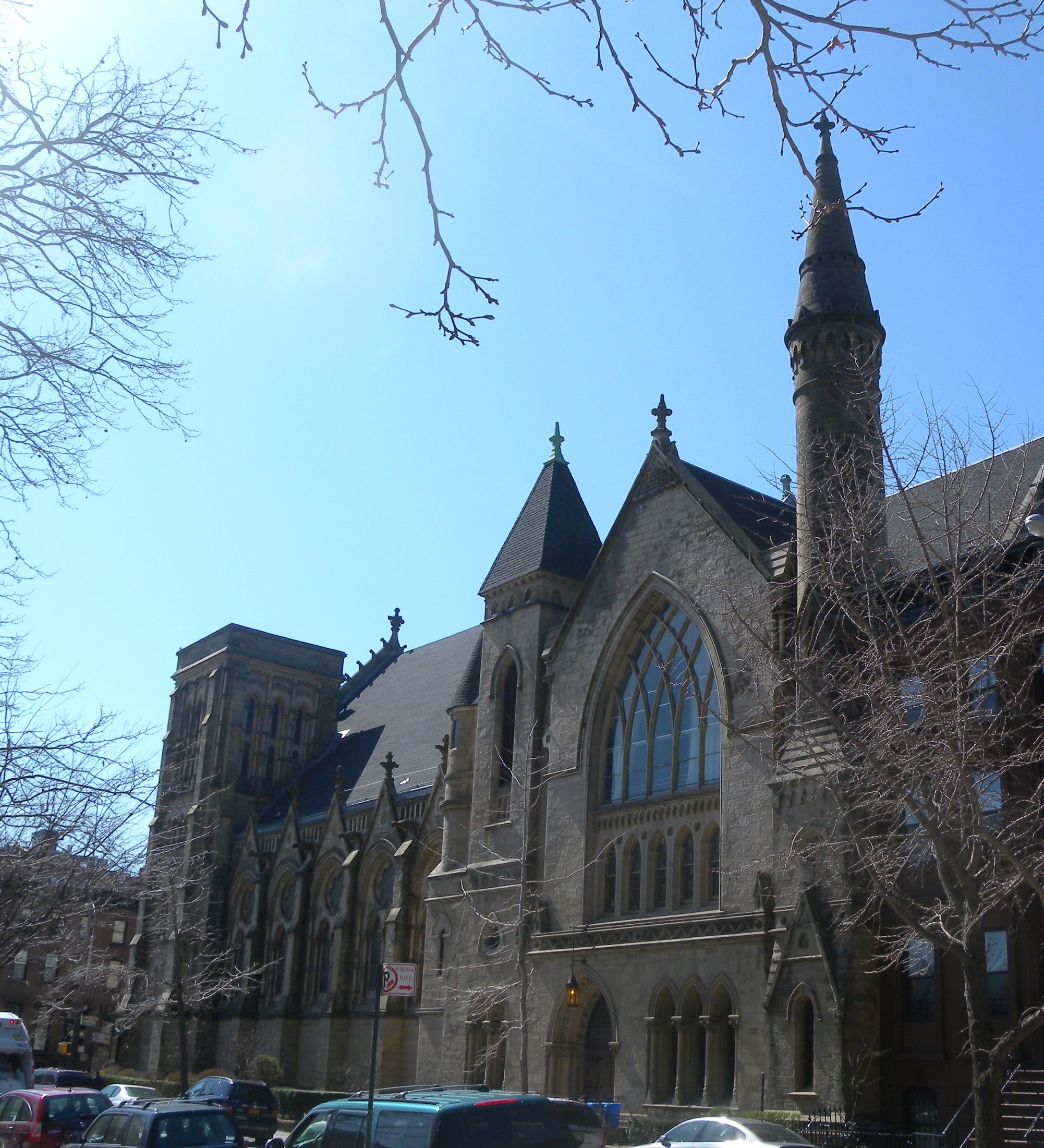